# Rien Schuurhuis
Rien Schuurhuis (* 12. August 1982 in Groningen) ist ein niederländischer Radrennfahrer, der international für den Staat Vatikanstadt antritt.

## Sportlicher Werdegang
Schuurhuis betreibt seit seiner Kindheit ambitioniert Radsport, hatte jedoch nie eine professionelle Karriere als Sportler. Er ist mit Chiara Porro, einer australischen Diplomatin, verheiratet. Infolgedessen lebte Schuurhuis längere Zeit in Australien, Neukaledonien und Indien. Er gehörte mehreren Amateur-Teams an und bestritt hauptsächlich Rennen im ozeanischen und südostasiatischen Raum. In der Tour Tahiti Nui, einem Rennen außerhalb des UCI-Kalenders, gelangen ihm 2019 zwei Etappensiege. 2016 nahm er an den niederländischen Meisterschaften im Straßenrennen teil und schied aus; bei den niederländischen Meisterschaften im Einzelzeitfahren belegte er 2021 den 40. Platz. Neben seiner niederländischen Nationalität besitzt Schuurhuis auch die australische.
Zu internationaler Aufmerksamkeit gelangte Rien Schuurhuis durch seine Teilnahme an den Straßenradsport-Weltmeisterschaften 2022 für den Vatikan. 2019 hatte Papst Franziskus im Vatikan die Sportvereinigung Athletica Vaticana ins Leben gerufen, die 2021 von der Union Cycliste Internationale als erstem weltweiten Sportverband in seine Reihen aufgenommen wurde. Der Vatikan suchte daher einen Repräsentanten für die folgenden Weltmeisterschaften, wofür neben den eigenen Staatsangehörigen auch etwa Angestellte des Vatikans oder deren Angehörige in Frage kamen. Da Schuurhuis’ Frau zu diesem Zeitpunkt als australische Botschafterin im Vatikan tätig war und die Wettkämpfe im australischen Wollongong stattfanden, wurde er ausgewählt.
Schuurhuis’ Teilnahme erzeugte reges Medieninteresse; er durfte das Rennen in der ersten Reihe beginnen und wurde dabei von UCI-Präsident David Lappartient begrüßt. Im Rennen schaffte er es gemäß seinem selbst gesteckten Ziel in eine Ausreißergruppe, konnte Wollongong nach 60 km noch vor dem Peloton erreichen und gab anschließend auf. Auch bei den Straßenradsport-Weltmeisterschaften 2023 und 2024 ging er an den Start, beendete die Rennen jedoch vorzeitig.